# Гаццанига, Джузеппе
Джузеппе Гаццанига (итал. Giuseppe Gazzaniga; 5 октября 1743 года, Верона, республика Венеция — 1 февраля 1818 года, Крема, Республика Венеция) — итальянский композитор.

## Биография
Джузеппе Гаццанига родился 5 октября 1743 года в Вероне. Его отец надеялся, что сын изберёт церковную карьеру, и отправил его в семинарию. Но будущий композитор в тайне от родителей занимался музыкой. Только в 1760 году, после смерти отца, он смог, наконец, получить полноценное музыкальное образование.
В том же году Джузеппе Гаццанига прибыл в Венецию и стал учеником известного музыкального педагога Николы Порпора. Когда учитель переехал в Неаполь, он последовал за ним. Никола Порпора помог ученику поступить на бесплатное место в консерваторию Сант-Онофрио в Порте-Капуана, где продолжил преподавать ему контрапункт и композицию. С 1767 по 1770 год Джузеппе Гаццанига был учеником Никколо Пиччинни.
Его дебют состоялся в 1768 году в театре Нуово-сопра-Толедо в Неаполе с комическим интермеццо «Барон ди Троккья» (итал. Il barone di Trocchia). В 1770 году композитор вернулся в Венецию, где познакомился с Антонио Саккини, чьи советы и поддержка помогали ему в работе.  В 1771 и 1772 годах в Венеции с успехом прошли премьеры его опер «Гостиница» (итал. La locanda) в театре Сан-Мойзе и «Эцио» (итал. Ezio) в театре Сан-Бенедетто. Обе оперы после премьер в Италии были поставлены в театрах Португалии, Баварии, Саксонии, Пруссии и Австрии.
В 1773 году опера «Армида» (итал. Armida) не была принята публикой, но уже в 1775 году премьера новой оперы композитора «Остров Каллисто» (итал. L'isola di Calipso) прошла с успехом. С 1775 по 1776 год Джузеппе Гаццанига служил капельмейстером в кафедральном соборе в Урбино. Триумфальный успех имела постановка его оперы «Урожай» (итал. La vendemmia) по либретто Джованни Бертари, премьера которой состоялась в театре Пергола во Флоренции 12 мая 1778 года.
В 1785–1786 годах в театре Сан-Мойзе в Венеции были поставлены его оперы «Капризная жена» (итал. La moglie capricciosa) и «Графиня ди Новалуна» (итал. La contessa di Novaluna). В 1786 году он получил заказ от императорского театра в Вене на оперу-буфф и сочинил оперу «Поддельный слепой» (итал. Il finto cieсо) по либретто Лоренцо да Понте, премьера которой состоялась в Бургтеатре 20 февраля 1786 года.
В феврале 1787 года всё в том же театре Сан-Мойзе в Венеции с успехом прошла премьера оперы Джузеппе Гаццаниги «Дон Жуан, или Каменный гость» по либретто Джованни Бертати. В 1791 году он получил место композитора кафедрального собора в Крема, где в 1802 году его учеником стал Стефано Павези. Последняя опера композитора «Два близнеца» (итал. I due gemelli) по либретто Томмазо Менуччи была поставлена в муниципальном театре Болоньи в ноябре 1807 года.
Джузеппе Гаццанига умер 1 февраля 1818 года в Крема.

## Творческое наследие
Творческое наследие композитора включает 52 оперы, 3 оратории, многочисленные духовные и камерные сочинения.